# Dewitz (Taucha)
Dewitz ist ein Gemeindeteil der sächsischen Stadt Taucha im Landkreis Nordsachsen.

## Geografie
Dewitz liegt etwa 1 Kilometer nordöstlich des Stadtzentrums von Taucha. Südlich der Ortslage verläuft von Ost nach West die Parthe. Zum Gemeindeteil zählt zudem der frühere Ort Döbitz.
Nachbarorte von Dewitz sind Gordemitz und Jesewitz im Nordosten, Sehlis im Südosten, Panitzsch im Süden, Plösitz im Südwesten, Taucha im Westen sowie Pönitz im Nordwesten.

## Geschichte

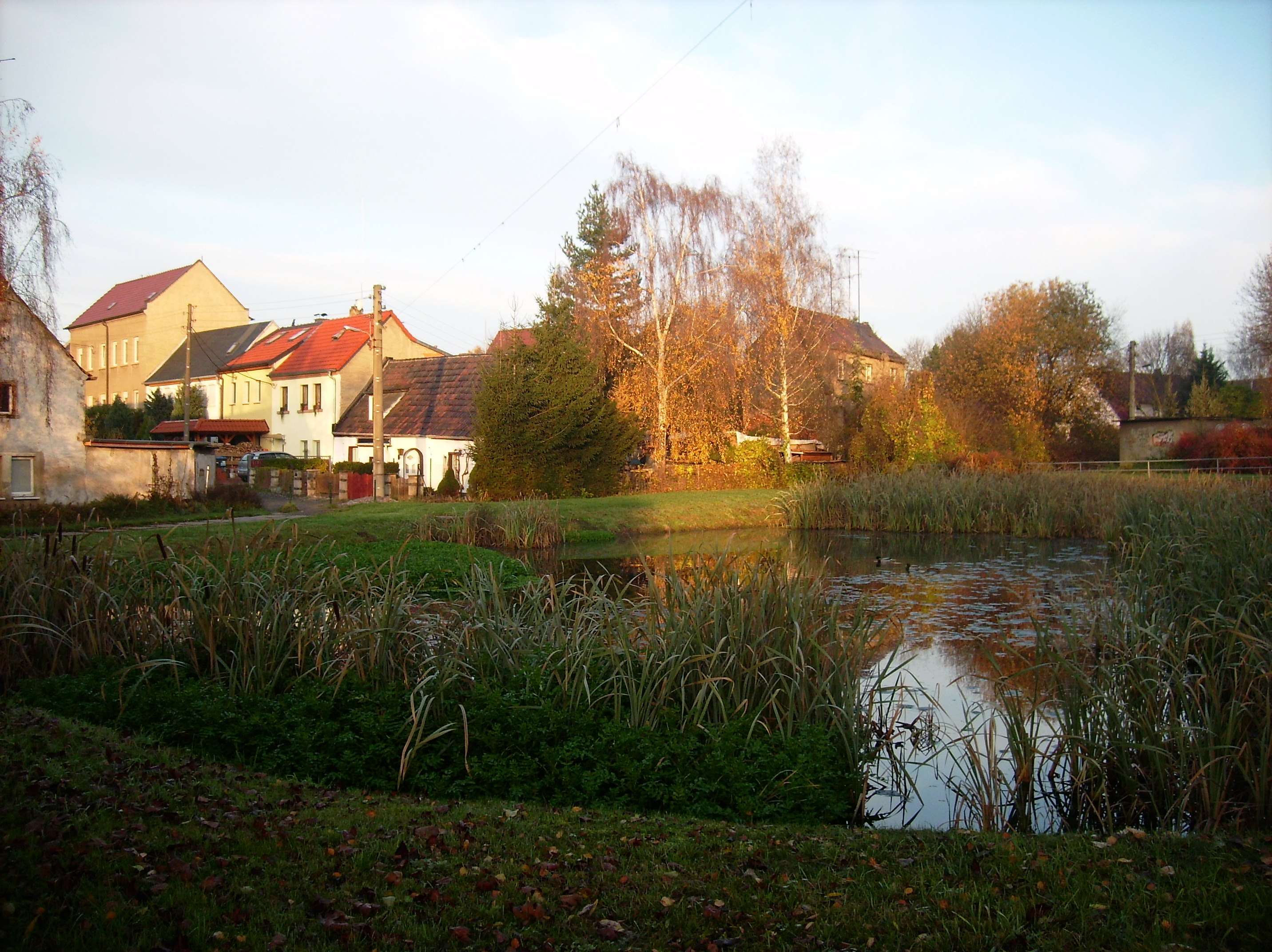
Blick auf einen Teil von Dewitz mit Dorfteich

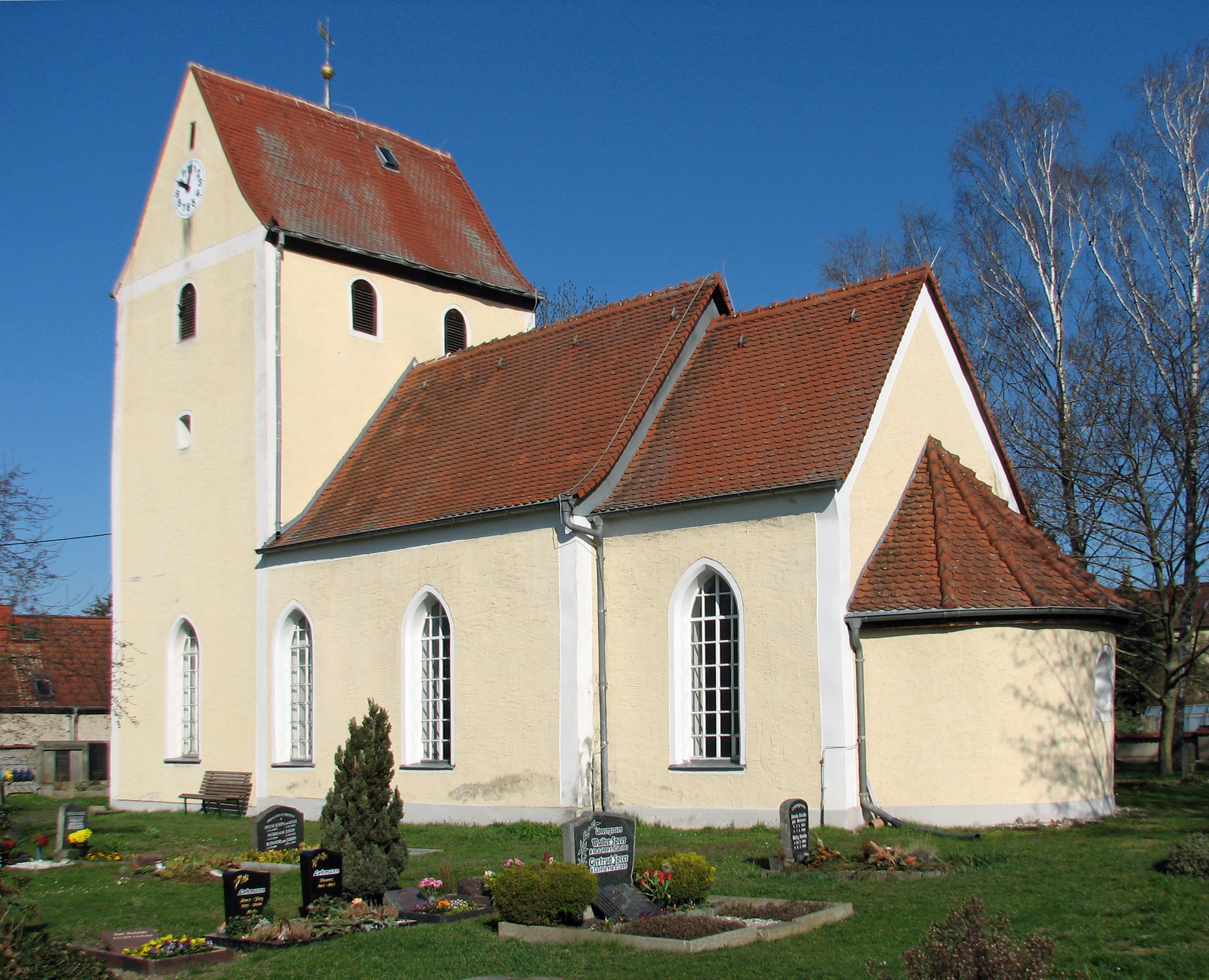
Martin-Luther-Kirche Dewitz (April 2021)

Die erste belegte Ortsnamenform datiert von 1350 als Dewicz. Die Kirche Dewitz ist ein aus dem 13. Jahrhundert datierender, romanischer Bau, welcher seitdem baulich unverändert ist. Von den ursprünglich 3 Glocken sind heute noch 2 vorhanden. Im Innenraum befindet sich eine eingeschossige Westempore, auf welcher die Orgel ihren Platz hat. Erbauer und Bauzeit sind unbekannt, 2007 wurde sie restauriert. Bemerkenswert ist eine polygonale Kanzel mit gemalten Darstellungen von Moses mit den Gesetzestafeln und Christus. Die Entstehungszeit der Kanzel liegt um 1560, sie entstammt ursprünglich der Kirche Kulkwitz-Knautnaundorf.
August Schumann nennt 1814 im Staats-, Post- und Zeitungslexikon von Sachsen Dewitz betreffend u. a.:

„Es hat 146 Einwohner mit 26 ½ Magazinhufe und eine Mutterkirche mit dem Filial Sehlis, welche unter der Inspection Leipzig stehen und deren Patronatsrecht der Rath zu Leipzig hat. - Zwischen diesem Dorfe und Taucha liegt der sogenannte Sattelhof Dewitz, der seine eigenen Gerichte und 155 Einwohner hat.“

Albert Schiffner ergänzt bzw. korrigiert 1828 u. a.:

„Die sehr lange Dorfflur reicht bis zur preuss. Gränze, und raint mit Taucha, Gordemitz und Pöritzsch in Preussen, und mit Sehlis. Der Sattelhof ist ein unbeträchtliches amtssässiges Gut, auf dessen Grund und Boden einige Reigen Häusler-Hütten angesetzt sind; obgleich daher der Ort fast 350 Seelen zählt, so bildet er doch keine ansehnliche Gemeinde. Der Sattelhof steht dicht am Dorfe, nicht etwa mitten zwischen hier und Taucha, [...]. Es gehört dazu ein Hopfenberg. Die gesamte Parochie zählt 500 Seelen, und hat nur die einzige Schule zu Debitz.“

Die erste belegte Ortsnamenform von Döbitz datiert von Ende des 15. Jahrhunderts als Dobitschen, ursprünglich existierte für Dewitz und Döbitz wohl eine gemeinsame Bezeichnung.
Dewitz und Döbitz lagen bis 1856 im kursächsischen bzw. königlich-sächsischen Kreisamt Leipzig. Ab 1856 gehörten beide Orte zum Gerichtsamt Taucha und ab 1875 zur Amtshauptmannschaft Leipzig. 1929 wurde Döbitz nach Dewitz eingemeindet. 1937 wurde Dewitz mit Döbitz nach Taucha eingemeindet.

## Entwicklung der Einwohnerzahl
| Jahr   | Einwohnerzahl                            |
| ------ | ---------------------------------------- |
| 1551 1 | 17 besessene Mann, 15 Inwohner           |
| 1551 2 | 5 Inwohner                               |
| 1764 1 | 17 besessene Mann, 5 Häusler, 26 ½ Hufen |
| 1764 2 | 26 Häusler                               |

| Jahr   | Einwohnerzahl |
| ------ | ------------- |
| 1834 1 | 199           |
| 1834 2 | 272           |
| 1871 1 | 255           |
| 1871 2 | 328           |

| Jahr   | Einwohnerzahl |
| ------ | ------------- |
| 1890 1 | 306           |
| 1890 2 | 325           |
| 1910 1 | 423           |
| 1910 2 | 435           |

| Jahr   | Einwohnerzahl |
| ------ | ------------- |
| 1925 1 | 425           |